# 霊魂の叫び
『霊魂の叫び』（れいこんのさけび、Feet of Clay）は、セシル・B・デミル監督・製作による1924年のアメリカ合衆国のサイレント・ドラマ映画である。出演はヴェラ・レイノルズとロッド・ラロック、セットデザインはノーマン・ベル・ゲデスが務めた。原作はマーガレッタ・タトルの同名小説とビューラー・マリー・ディックスの一幕芝居『Across the Border』である。フィルムは失われている。

## キャスト
- ヴェラ・レイノルズ（英語版）
- ロッド・ラロック（英語版）
- ジュリア・フェイ（英語版）
- リカルド・コルテス（英語版）
- ロバート・エディソン（英語版）
- セオドア・コスロフ（英語版）
- ヴィクター・ヴァルコニ
- ウィリアム・ボイド（英語版） (クレジット無し)
- J・C・ファウラー (クレジット無し)
- ルシアン・リトルフィールド (クレジット無し)
- ハル・トンプソン (クレジット無し)